# Selezione maschile di cricket dell'Africa Orientale
La nazionale di cricket dell'Africa Orientale (nel 1989 cambiò nome in nazionale di cricket dell'Africa Centrale ed Orientale) è stata una squadra multinazionale di cricket, non più esistente, che ha operato tra gli anni '60 e gli anni 2000 in rappresentanza di un gruppo di paesi dell'Africa Orientale.

## Storia
La squadra era composta da giocatori provenienti da Kenya, Uganda, Tanzania e Zambia. La squadra partecipò alla Coppa del Mondo di cricket 1975 e tentò di qualificarsi alle successive edizioni del torneo partecipando a tre edizioni dell'ICC Trophy (nel 1979, 1982 e 1986). A partire dal 1981 il Kenya allestì una propria squadra nazionale e pertanto i suoi giocatori non presero più parte alle attività della squadra.
Nel 1989 il Malawi chiese ed ottenne di unirsi all'associazione e in conseguenza a ciò la selezione cambiò nome in Nazionale di cricket dell'Africa Centrale ed Orientale, contestualmente anche l'organismo di controllo diventò East and Central Africa Cricket Conference.
Nel 2003 la squadra è stata ufficialmente dichiarata disciolta poiché ogni paese membro ha allestito una propria squadra nazionale

## Nazionali
- Kenya (dal 1966 al 1981)
- Uganda (dal 1966 al 2003)
- Tanzania (dal 1966 al 2003)
- Zambia (dal 1966 al 2003)
- Malawi (dal 1989 al 2003)

## Performance

### Coppa del Mondo
Nazionale di cricket dell'Africa Orientale:
- 1975: Primo turno
- 1979: Non qualificata
- 1983: Non qualificata
- 1987: Non qualificata

Nazionale di cricket dell'Africa Centrale ed Orientale:
- 1992: Non qualificata
- 1996: Non qualificata
- 1999: Non qualificata

### ICC Trophy
Nazionale di cricket dell'Africa Orientale:
- 1979: Primo turno
- 1982: Primo turno
- 1986: Primo turno

Nazionale di cricket dell'Africa Centrale ed Orientale:
- 1990: Primo turno
- 1994: Primo turno
- 1997: Primo turno